# Sven Maresch
Sven Maresch (Erfurt, 19 de enero de 1987) es un deportista alemán que compite en judo. Ganó una medalla de bronce en el Campeonato Europeo de Judo de 2014, en la categoría de –81 kg.

## Palmarés internacional
| Campeonato Europeo | Campeonato Europeo    | Campeonato Europeo | Campeonato Europeo |
| Año                | Lugar                 | Medalla            | Categoría          |
| ------------------ | --------------------- | ------------------ | ------------------ |
| 2014               | Montpellier (Francia) | Medalla de bronce  | –81 kg             |